# Kipuche
Kipuche (en ucraniano: Кипуче, romanizado: Kypuche; en ruso: Кипучее) es una ciudad ucraniana perteneciente al óblast de Lugansk. Situada en el este del país, hasta 2020 era parte del raión de Perevalsk, pero hoy es parte del raión de Alchevsk y del municipio (hromada) de Alchevsk. Sin embargo, según el sistema administrativo ruso que ocupa y controla la región, Kipuche sigue perteneciendo al raión de Perevalsk. Durante la era soviética y hasta 2016, cuando se cambió su denominación de acuerdo con las leyes de descomunización de Ucrania, se llamaba Artémivsk (en ucraniano: Артемівськ; en ruso: Артёмовск, romanizado: Artémovsk).
Kipuche forma parte de la aglomeración Alchevsk-Kadivka, en el Dombás, que cuenta con más de medio millón de habitantes. La ciudad se encuentra ocupada por Rusia desde la guerra del Dombás, siendo administrada como parte de la de facto República Popular de Lugansk y luego ilegalmente integrada en Rusia como parte de la República Popular de Lugansk rusa.

## Geografía
Kipuche está a orillas del río Bila, 6 km al oeste de Perevalsk y 47 kilómetros al este de Lugansk

## Historia
A principios de 1875, se extrajeron hulla y antracita en el territorio de la ciudad, pero Kipuche fue fundada en 1910 cerca de la estación de ferrocarril de Kipuche y en un principio se llamó Katerínivka (en ucraniano: Катеринівка).
En abril de 1918, las tropas austro-alemanas ocuparon la ciudad, y también llegó la guardia del Consejo Central de Ucrania, entonces parte de la República Popular de Ucrania. Tras la salida de las tropas austro-alemanas en 1918, la guardia permaneció hasta 1919. De junio a diciembre de 1919, el pueblo estuvo bajo el dominio de la gente de Denikin. En diciembre de 1919, Katerínivka fue ocupada por unidades del Ejército Rojo y se estableció el poder soviético.
La localidad fue renombrada como Artema en 1921, y posteriormente Artémivsk en 1938 en honor del político estalinista Fiódor Serguéyev, "Artiom". 
La ciudad sufrió como resultado del Holodomor (1932-1933) y el número de víctimas establecidas fue de 522 residentes. En 1937-1938, más de 160 mineros y residentes de Artémivsk fueron reprimidos (condenados a largas penas de prisión o fusilados).
Durante la Segunda Guerra Mundial, la ciudad fue ocupada por la Alemania nazi el 12 de julio de 1942. Los nazis enviaron a 177 residentes a trabajar en Alemania. Antes de la ocupación, los saboteadores soviéticos explotaron e inundaron la mina Nº10, usando las técnicas de tierra quemada. Los alemanes intentaron restaurar pequeñas minas pero sin embargo, sus acciones fueron anuladas por saboteadores soviéticos. El 2 de septiembre de 1943, Artémivsk fue liberada por la Unión Soviética. Muchos residentes de la ciudad estaban en las filas del Ejército Rojo en los frentes de la Segunda Guerra Mundial.
En 1946, los mineros reconstruyeron completamente la mina No. 10 que lleva el nombre de Artem. Artémivsk recibió el estatuto de ciudad en 1962. La principal actividad económica es la extracción de carbón.
En los años 90, los mineros de Artémivsk apoyaron la huelga de mineros en el Dombás. Desde la independencia de Ucrania, la ciudad de Artémivsk comenzó a declinar económicamente.
Desde 2014, durante la guerra del Dombás, Artémivsk ha sido ocupada por las fuerzas rusas como parte de la autoproclamada República Popular de Lugansk. El 12 de mayo de 2016, el parlamento nacional de Ucrania, la Rada Suprema, decidió nombrar a la ciudad Kipuche como parte de sus leyes de descomunización de Ucrania.

## Demografía
La evolución de la población entre 1939 y 2022 fue la siguiente:
| 1727                                                          | 3160 | 9157 | 15 753 | 14 342 | 12 864 | 11 594 | 9097 | 8321 | 7506 | 7373 | 7277 | 7162 |
| (Fuente: Cities & Towns of Ukraine y UKRAINE: Größere Städte) |      |      |        |        |        |        |      |      |      |      |      |      |

Según el censo de 2001, la lengua materna de la mayoría de los habitantes, el 87,66%, es el ruso; del 11,76% es el ucraniano.

## Economía
Su principal industria es la minería del carbón. Al sureste de Kipuche, se encuentra Donbass-750, un nodo importante en la red eléctrica. La mayoría de la población trabaja en Alchevsk.

## Infraestructura

### Transporte
La estación de tren de Kipuche se encuentra en el territorio de la ciudad. Un tramo de la autopista europea E40 más larga, conectada con la autopista internacional M04, pasa por la ciudad.